# Leptocnemis brunneosquamosa
Leptocnemis brunneosquamosa är en skalbaggsart som beskrevs av Dombrow 2001. Leptocnemis brunneosquamosa ingår i släktet Leptocnemis och familjen Melolonthidae. Inga underarter finns listade i Catalogue of Life.